# Max Landorff
Max Landorff ist das Pseudonym der Brüder Andreas und Stephan Lebert.
Mit Der Regler erschien 2011 beim Scherz Verlag der erste Kriminalroman unter diesem Namen und wurde ein Bestseller.

## Werke
- 2011: Der Regler. Scherz Verlag, Frankfurt am Main 2011, ISBN 978-3-502-11066-8

- Hörbuch: Der Regler. Gelesen von Detlef Bierstedt. Argon Verlag, Berlin 2011, ISBN 978-3-8398-1116-0 (Lesung, 6 CDs, 473 Min.)

- 2012: Die Stunde des Reglers. Scherz Verlag, Frankfurt am Main 2012, ISBN 978-3-651-00018-6

- Hörbuch: Die Stunde des Reglers. Gelesen von Detlef Bierstedt. Argon Verlag, Berlin 2012, ISBN 978-3-8398-1177-1 (Lesung, 6 CDs, 471 Min.)

- 2014: Die schweigenden Frauen: Ein Regler-Thriller. Scherz Verlag, Frankfurt am Main 2014, ISBN 978-3-651-00035-3

- Hörbuch: Die schweigenden Frauen: Ein Regler-Thriller. Gelesen von Detlef Bierstedt. Argon Verlag, Berlin 2014, ISBN 978-3-8398-1300-3 .

- 2016: Die Siedlung der Toten. Thriller. Fischer Scherz, Frankfurt am Main 2016, ISBN 978-3-651-00067-4

- Hörbuch: Die Siedlung der Toten; verschied. Erzählende. Headroom Sound Production, Köln 2016, ISBN 978-3-942175-72-2

- 2023: Ohne Reue. Die Rückkehr des Reglers. Rütten & Loening, Berlin 2023, ISBN 978-3-352-00986-0

- E-Book: Ohne Reue. Die Rückkehr des Reglers. Aufbau Digital, Berlin 2023, ISBN 978-3-8412-3299-1